# Бистрицька сільська рада (Кролевецький район)
Би́стрицька сільська́ ра́да — колишній орган місцевого самоврядування у Кролевецькому районі Сумської області. Адміністративний центр — село Бистрик.

## Загальні відомості
- Населення ради: 1 295 осіб (станом на 2001 рік)

## Населені пункти
Сільській раді були підпорядковані населені пункти:
- с. Бистрик
- с. Безкровне
- с. Ковбасине
- с. Марухи
- с. Папкине
- с. Прогрес
- с. Ретик
- с. Соломашине
- с. Срібровщина
- с. Червона Гірка

## Склад ради
Рада складалася з 14 депутатів та голови.
- Голова ради: Демиденко Дмитро Павлович
- Секретар ради: Щербакова Тетяна Вікторівна

### Керівний склад попередніх скликань
| Прізвище, ім'я, по батькові | Основні відомості                                                                      | Дата обрання | Дата звільнення |
| --------------------------- | -------------------------------------------------------------------------------------- | ------------ | --------------- |
| Демиденко Дмитро Павлович   | Сільський голова, 1959 року народження, освіта вища, член Комуністичної партії України | 26.03.2006   | 31.10.2010      |
| Демиденко Дмитро Павлович   | Сільський голова, 1959 року народження, освіта вища, безпартійний                      | 31.10.2010   |                 |

Примітка: таблиця складена за даними сайту Верховної Ради України